# Eemsmond

Topografische gemeentekaart van Eemsmond, februari 2018

Eemsmond (uitspraakⓘ; inwoners in 2018: 15.553) was een gemeente in Noord-Nederland, in de provincie Groningen. De gemeente besloeg een oppervlakte van 551,24 km² (waarvan 360,43 km² water) en was daarmee een van de grotere gemeenten in Nederland. De dorpskernen variëren van 75 tot ca. 5600 inwoners per plaats. In de grootste kernen zijn eeuwenoude kerken, boerderijen, borgen, molens en huizen te vinden.
Eemsmond was op 1 januari 2019 samen met De Marne, Bedum en Winsum gefuseerd tot de nieuwe gemeente Het Hogeland. De oude gemeente moet niet worden verward met de nieuwe gemeente Eemsdelta, die in 2021 is gevormd uit Delfzijl, Appingedam en Loppersum.
De dorpen van de gemeente Eemsmond werden vanouds tot het district Hunsingo gerekend.

## Geschiedenis
De gemeente werd gevormd in 1979 onder de naam Hefshuizen door samenvoeging van de toenmalige gemeenten Uithuizen en Uithuizermeeden. De naam betrof een samenvoeging van hef met de betekenis van 'zee' (vergelijk haf) en afkomstig van de naam van het gehucht Hefswal, en huizen, dat uit de namen Uithuizen en Uithuizermeeden komt. In 1990 werd de gemeente uitgebreid door toevoeging van de toenmalige gemeenten Kantens, Usquert en Warffum. In 1992 werd vervolgens de gemeentenaam gewijzigd in de huidige naam Eemsmond. Deze nieuwe naam houdt verband met het feit dat de gemeente aan de noordkust van Groningen ligt, waar de rivier de Eems in de Waddenzee uitmondt. Het gehele gebied (aan de ene zijde Nederlands, aan de andere zijde Duits) staat bekend als de Eemsmonding en is gelegen op ongeveer 22 kilometer van de stad Groningen.

## Indeling
De gemeente Eemsmond bestond uit de volgende dorpen, buurtschappen, gehuchten en (onbewoonde) eilanden:
| - Breede - Doodstil - Eemshaven - Eppenhuizen - Hefswal - Kantens - Katershorn - Koningsoord - 't Lage van de Weg - Noordpolderzijl - Oldenzijl - Oldorp - Oosteinde - Oosternieland - Oudeschip - Paapstil | - Roodeschool - Rottum - Rottumeroog - Rottumerplaat - Startenhuizen - Simonszand - Stitswerd - Uithuizen - Uithuizermeeden - Usquert - Valom - Wadwerd - Warffum - Zandeweer - Zevenhuizen |

## Openbaar vervoer
- Er loopt een spoorlijn van Groningen naar de Eemshaven met binnen de gemeente Eemsmond zes stations: in Warffum, Usquert, Uithuizen, Uithuizermeeden, Roodeschool en Eemshaven (het meest noordelijk gelegen station in Nederland). De treindienst wordt geëxploiteerd door Arriva.
- Van de Eemshaven vertrekt in het zomerseizoen (met een beperkt voor- en naseizoen) de veerboot van AG Ems naar het Oost-Friese waddeneiland Borkum.
- Busdiensten van Qbuzz in de gemeente zijn:
  - lijn 61: Delfzijl - Appingedam - Spijk - Roodeschool - Uithuizen - Usquert - Rottum - Kantens - Middelstum - Onderdendam - Bedum - Groningen
  - lijn 62/662: Uithuizen - Zandeweer - Loppersum

## Politiek

### Gemeenteraad
Hieronder de samenstelling sinds 1998:
| Gemeentebelangen Eemsmond | 5  | 4  | 3  | 4  | 5  |
| CDA                       | 4  | 4  | 3  | 3  | 3  |
| SP                        | 0  | 0  | 0  | 0  | 3  |
| PvdA                      | 4  | 5  | 6  | 5  | 2  |
| ChristenUnie              | 2  | 2  | 2  | 2  | 2  |
| VVD                       | 1  | 1  | 1  | 1  | 1  |
| D66                       | 0  | 0  | 0  | 0  | 1  |
| GroenLinks                | 1  | 1  | 2  | 2  | 0  |
| Totaal                    | 17 | 17 | 17 | 17 | 17 |

### Laatste college van B&W
Burgemeester:
- Marijke van Beek (PvdA)

Wethouders:
- Harald Bouman (GemeenteBelangen Eemsmond)
- Sandra Herkströter (SP)
- Harrie Sienot (CDA)
- Theo Berends (CU)

## Monumenten
In de voormalige gemeente zijn er een aantal rijksmonumenten en oorlogsmonumenten, zie:
- Lijst van rijksmonumenten in Eemsmond
- Lijst van oorlogsmonumenten in Eemsmond